# Parafia św. Jana Chrzciciela w Obrowcu
Parafia św. Jana Chrzciciela w Obrowcu – parafia rzymskokatolicka, znajdująca się w diecezji opolskiej, w dekanacie Krapkowice.

## Historia
Parafia powstała 1 lipca 1906 roku przez wyodrębnienie z parafii Jasiona. Kościół wybudowany został w latach 1869–88 w stylu neobarokowym.